# Шубаршийский сельский округ
Шубаршийский сельский округ (каз. Шұбарши ауылдық округі) — ныне упразднённая административная единица в составе Темирского района Актюбинской области Казахстана существовавшая до 11 декабря 2019 года. Административный центром и единственный населенный пунктом был — село Шубарши.
Население — 3736 человек (2009; 3590 в 1999).

## История
2011 году село Кенкияк и территория площадью 295,32 км² были выделены из состава поселковой администрации с целью образования нового Кенкиякского сельского округа, одновременно территория площадью 13,8 км² была передана поселковой администрации из состава Саркольского сельского округа, в соответствии с решением маслихата Актюбинской области от 12 октября 2011 года № 414 и постановлением акимата Актюбинской области от 12 октября 2011 года.
2013 году поселковая администрация получила статус сельского округа согласно решению маслихата Актюбинской области от 27 июня 2013 года № 132 и постановлением акимата Актюбинской области от 27 июня 2013 № 197.
В 2019 году Шубаршийский сельский округ был упразднён, его территория была включена в состав Саркольского сельского округа.